# 아라와크어
아라와크어(Arawak) 또는 로코노어(Lokono)는 아라와크어족의 한 언어로, 남아메리카의 베네수엘라 동부, 가이아나, 수리남, 프랑스령 기아나에 걸쳐 분포하는 로코노족(아라와크족)이 사용한다. 아라와크어족의 명칭은 이 언어에서 따온 것이다.
아라와크어는 현재 심각한 소멸위기언어로서, 로코노족이 아이들에게 국가의 표준 언어를 배우도록 하는 경향이 있기 때문에 화자 수가 줄어들고 있다. 언어를 유창하고 활발하게 사용하는 인구는 민족 인구의 5%에 불과한 것으로 추정된다. 다만 언어의 이해와 유창한 정도가 다양한 준-화자들의 존재가 언어를 계속 살아남게 하고 있으며, 유창한 화자나 준-유창한 화자를 합쳐 약 2,500명의 구사자가 존재하는 것으로 추산된다.
활격-불활격 정렬을 가진 언어이며 남성형과 여성형의 문법적 성이 있다.

## 같이 보기
- 기아나
- 아라와크어족